# Disney XD Original Series

Logo Disney XD

Disney XD Original Series – seria seriali fabularnych i animowanych i premierowo emitowanych przez Disney XD. W USA kanał rozpoczął emisję 13 lutego 2009 roku, a w Polsce 19 września 2009 roku.
Przy każdej produkcji podane są daty rozpoczęcia i zakończenia pierwszej emisji.

## Disney XD Original Series
|  | Nadchodzący serial                          |
|  | Trwający serial                             |
|  | Zmieniono na Disney Channel Original Series |

| Rok  | Serial                                    | Amerykańska emisja                     | Polska emisja                           | Liczba sezonów |
| ---- | ----------------------------------------- | -------------------------------------- | --------------------------------------- | -------------- |
| 2009 | Aaron Stone                               | 13 lutego 2009 – 30 lipca 2010         | 19 września 2009 – 20 maja 2011         | 2              |
| 2009 | Zeke i Luther                             | 15 czerwca 2009 – 2 kwietnia 2012      | 19 września 2009 – 30 września 2012     | 3              |
| 2009 | Ja w kapeli                               | 27 listopada 2009 - 9 grudnia 2011     | 20 marca 2010 – 28 kwietnia 2012        | 2              |
| 2010 | Kick Strach się bać                       | 13 lutego 2010 - 22 września 2012      | 17 kwietnia 2010 – 13 października 2012 | 2              |
| 2010 | Para królów                               | 10 września 2010 - 18 lutego 2013      | 25 grudnia 2010 – 17 kwietnia 2013      | 3              |
| 2011 | Z kopyta                                  | 13 czerwca 2011 - 25 marca 2014        | 3 grudnia 2011 – 11 kwietnia 2015       | 4              |
| 2012 | Szczury laboratoryjne                     | 27 lutego 2012 - 3 lutego 2016         | od 26 maja 2012                         | 4              |
| 2012 | Motorcity                                 | 30 kwietnia 2012 - 7 stycznia 2013     | brak danych                             | 1              |
| 2012 | Tron: Rebelia                             | 18 maja 2012 – 28 stycznia 2013        | 16 września 2012 – ???                  | 1              |
| 2012 | Randy Cunningham: Nastoletni ninja        | 13 sierpnia 2012 - 27 lipca 2015       | 25 lutego 2013 – 21 sierpnia 2015       | 2              |
| 2012 | Crash i Bernstein                         | 8 października 2012 - 11 sierpnia 2014 | 11 lutego 2013 – 27 września 2014       | 2              |
| 2013 | Oddział specjalny                         | 7 października 2013 - 9 września 2015  | od 29 marca 2014                        | 2              |
| 2014 | W tę i nazad                              | od 31 marca 2014                       | od 15 lutego 2014                       | 2              |
| 2014 | 7K                                        | od 7 lipca 2014                        | od 6 grudnia 2014                       | 2              |
| 2014 | Wodogrzmoty Małe                          | 4 sierpnia 2014 – 15 lutego 2016       | od 20 października 2012                 | 2              |
| 2014 | Star Wars: Rebelianci                     | od 11 sierpnia 2014                    | od 25 sierpnia 2014                     | 2              |
| 2014 | Kirby Buckets                             | od 20 października 2014                | od 7 marca 2015                         | 2              |
| 2014 | Penn Zero – bohater na pół etatu          | od 5 grudnia 2014                      | od 7 września 2015                      | 2              |
| 2015 | Star Butterfly kontra siły zła            | od 30 marca 2015                       | od 219 października 2015                | 1              |
| 2015 | Poradnik zakręconego gracza               | 22 lipca 2015 - 2 stycznia 2017        | 4 stycznia 2016 (Disney Channel)        | 2              |
| 2015 | Kornisz i Fistach                         | od 7 września 2015                     | 29 lutego 2016                          | 1              |
| 2016 | Szczury laboratoryjne: Jednostka elitarna | 2 marca 2016 - obecnie                 | 3 października 2016                     | 1              |
| 2016 | Future-Worm!                              | 2016                                   | brak danych                             | 1              |
| 2017 | Kacze opowieści                           | sierpień 2017–2018 (Disney XD)         | 2018 (Disney XD)                        | 2              |
| 2017 | Prawo Milo Murphy’ego                     | brak danych                            | brak danych                             | 1              |